# USS Iowa (BB-61)
Pour les articles homonymes, voir Big Stick.
Pour les autres navires du même nom, voir USS Iowa.
L'USS Iowa (BB-61), surnommé The Big Stick, est le bâtiment tête de série de sa classe de cuirassés et le quatrième dans l'United States Navy à être nommé en l'honneur du 29e État. En raison de l'annulation de la construction des cuirassés de la classe Montana, l'Iowa est le dernier bâtiment tête de série d'une classe de cuirassés des États-Unis. Il est par ailleurs le seul bâtiment de sa classe à avoir servi dans l'océan Atlantique au cours de la Seconde Guerre mondiale. L'USS Iowa est actuellement mouillé au port de Los Angeles en tant que navire musée.
Au cours de la Seconde Guerre mondiale, en 1943, il transporte le président Franklin Delano Roosevelt à travers l'Atlantique vers Mers el-Kébir en Algérie, qui est une étape sur l’itinéraire qui doit le conduire à la Conférence de Téhéran, rencontre cruciale avec le Premier ministre britannique Winston Churchill et le chef de l'état soviétique Joseph Staline. En raison du handicap du président, ont été installés pour la circonstance à bord du cuirassé une baignoire spécialement adaptée et un ascenseur destiné à lui faciliter la circulation entre les ponts. Affecté à la flotte du Pacifique en 1944, l’Iowa bombarde des têtes de pont à Kwajalein et Eniwetok avant les débarquements alliés et les opérations des Task Forces de porte-avions dans les îles Marshall. Il sert également comme bâtiment-amiral de la troisième flotte, et arbore la marque de l'amiral William F. Halsey dans la baie de Tokyo où sont signés les actes de capitulation du Japon. Pendant la guerre de Corée, l'Iowa est impliqué dans les tirs contre terre sur la côte nord-coréenne ; après quoi il est placé dans la Flotte de réserve de l'US Navy, souvent désignée comme la « Mothball Fleet ». Il est réactivé en 1984 dans le cadre du plan marine de 600 navires et utilisé successivement dans la flotte du Pacifique et dans celle de l'Atlantique pour contrer la marine soviétique, en phase récente d'expansion. En avril 1989, une explosion d'origine indéterminée, détruit la tourelle no 2 tuant 47 marins.
L’Iowa est retiré du service pour la dernière fois en 1990 et initialement rayé du Naval Vessel Register en 1995. Il y est réintégré de 1999 à 2006 pour se conformer aux lois fédérales qui demandent la conservation et le maintien en disponibilité de deux bâtiments de la classe Iowa. En 2011, l'Iowa est donné au Pacific Battleship Center basé à Los Angeles. Depuis l'été 2012, il est amarré de façon permanente au quai 87 du port de Los Angeles où il est ouvert au public comme musée et comme mémorial des bâtiments de guerre de la classe Iowa.

## Construction
L'Iowa est le navire de tête de sa classe de modèles de « cuirassés rapides » élaborée en 1938 par la Preliminary Design Branch au Bureau of Construction and Repair.
Il est lancé le 27 août 1942 en présence de la première dame Eleanor Roosevelt et est baptisé par Ilo Wallace née en Iowa (épouse du vice-président Henry Wallace), et mis en service le 22 février 1943 avec le capitaine John L. McCrea aux commandes. Il est le premier navire de sa classe à être commandé par les États-Unis.
L'armement principal de l'USS Iowa consiste en neuf canons Mark 7 d'un calibre de 406 mm, pouvant tirer un obus de 1 200 kg anti-blindage jusqu'à 37 km de distance.
Son armement secondaire consiste en 20 canons doubles de 127 mm, capables d'atteindre des cibles à 22 km de distance.
Pour remplir sa mission de protection des porte-avions alliés contre les attaques aériennes ennemies, l'Iowa est équipé d'un groupement de canons anti-aérien d'Oerlikon de 20 mm et de Bofors de 40 mm.

## Histoire opérationnelle

### Seconde Guerre mondiale (1943-1945)

#### Essais en mer et service dans la flotte de l'Atlantique
Le 24 février 1943, l'Iowa prend la mer pour un essai dans la baie de Chesapeake et le long de la côte atlantique. Le 27 août, il fait route pour Argentia en Terre-Neuve, pour contrer la menace du cuirassé allemand Tirpitz qui opère apparemment dans les eaux norvégiennes, avant de retourner aux États-Unis le 25 octobre pour deux semaines de maintenance au Norfolk Navy Yard.
En novembre 1943, l'Iowa transporte le président Roosevelt, le secrétaire d'État Cordell Hull, le chef d'état-major, l'amiral William D. Leahy, le chef d'état-major de l'armée, le général George C. Marshall, le chef des opérations navales Ernest King, le général commandant de l'US Army Air Forces Henry "Hap" Arnold, Harry Hopkins et d'autres chefs militaires à Mers El Kébir, en Algérie, lors de la première étape du voyage vers la Conférence de Téhéran. Parmi les navires escortant l'Iowa lors de ce voyage, le destroyer USS William D. Porter est impliqué dans plusieurs accidents ; lors d'un exercice, une torpille du William D. Porter se décharge de son tube et se dirige vers l'Iowa. Averti, l'Iowa fait demi-tour pour éviter d'être touché par la torpille qui finalement explose dans le sillage du navire sans lui causer de dommages. L'Iowa braque ses principaux canons sur le William D. Porter, craignant que le plus petit navire ne soit impliqué dans une sorte de complot terroriste.

#### Service dans le Pacifique avec la7eflotte
En tant que navire amiral de la Battleship Division 7 (BatDiv 7), l'Iowa quitte les États-Unis le 2 janvier 1944 pour l'océan Pacifique, transitant par le canal de Panama le 7 janvier avant ses débuts au combat dans la campagne des îles Marshall. Du 29 janvier au 3 février, il intervient en soutien des frappes aériennes de porte-avions faites par le Groupe opérationnel 58.3 du contre-amiral Frederick C. Sherman (TG 58.3) contre les atolls de Kwajalein et d'Eniwetok. Sa mission suivante est de soutenir les frappes aériennes contre la principale base navale et logistique japonaise de Truk, dans les îles Caroline. L'Iowa, en compagnie d'autres navires, est détaché du groupe de soutien le 16 février 1944 pour mener un balayage anti-navigation autour de Truk, dans le but de détruire les navires de guerre ennemis s'échappant vers le nord. Au cours de cette action, l'Iowa, avec son sister-ship l'USS New Jersey, coule le croiseur léger japonais Katori, le navire s'étant échappé de Truk la veille de l'opération Hailstone, l'attaque aérienne américaine contre Truk.
Le 21 février 1944, il est en route avec la Fast Carrier Task Force (alternativement désignée TF 38 avec la 3e Flotte et TF 58 avec la 5e Flotte) pendant qu'elle mène les premières frappes contre Saipan, Tinian, Rota et Guam dans les îles Mariannes. Le 18 mars 1944, l'Iowa, battant pavillon du vice-amiral Willis A. Lee (commandant des cuirassés du Pacifique), participe au bombardement de l'atoll de Mili dans les îles Marshall. Bien que frappé par deux projectiles japonais de 4,7 pouces (120 mm), l'Iowa subit des dommages négligeables. Le 30 mars, il rejoint la TF 58 et soutient les frappes aériennes contre les îles Palau et Woleai des Carolines pendant plusieurs jours.
Du 22 au 28 avril 1944, l'Iowa soutient des raids aériens sur Hollandia (maintenant connu sous le nom de Jayapura), Aitape et Wake Islands pour soutenir les forces armées sur Aitape et à Tanahmerah et Humboldt Bays en Nouvelle-Guinée. Il rejoint ensuite la deuxième frappe de la Force opérationnelle sur Truk, les 29 et 30 avril, et a bombardé les installations japonaises sur Ponape dans les Carolines le 1er mai.
Dans les phases d'ouverture de la campagne des îles Mariannes et Palau, l'Iowa protège les porte-avions américains lors des frappes aériennes sur les îles de Saipan, Tinian, Guam, Rota et Pagan Island le 12 juin. L'Iowa est ensuite détaché pour bombarder les installations ennemies sur Saipan et Tinian les 13 et 14 juin, ce qui entraîne la destruction d'un dépôt de munitions japonais. Le 19 juin, lors d'un engagement connu sous le nom de bataille de la mer des Philippines, l'Iowa, dans le cadre de la ligne de bataille de la TF 58, aide à repousser quatre raids aériens massifs lancés par la flotte moyenne japonaise. Cela entraîne la destruction presque complète des forces aériennes japonaises basées sur des porte-avions, l'Iowa revendiquant la destruction de trois avions ennemis. L'Iowa se joint ensuite à la poursuite de la flotte ennemie en fuite, abattant un avion lance-torpilles et aidant à en détruire un autre.
Tout au long du mois de juillet, l'Iowa reste au large des Mariannes, soutenant les frappes aériennes sur Palau et les débarquements sur Guam. Après un mois de repos, l'Iowa quitte Eniwetok dans le cadre de la troisième flotte et aide à soutenir les débarquements sur Peleliu le 17 septembre. Il protège ensuite les porte-avions lors de frappes aériennes contre les Philippines centrales pour neutraliser la puissance aérienne ennemie en vue de l'invasion tant attendue des Philippines. Le 10 octobre, l'Iowa arrive au large d'Okinawa pour une série de frappes aériennes sur les îles Ryukyu et Formosa. Il soutient des frappes aériennes contre Luzon le 18 octobre et continue cette mission pendant l'arrivée du général Douglas MacArthur sur Leyte le 20 octobre.
Dans une ultime tentative d'arrêter la campagne des États-Unis pour reprendre les Philippines, la marine impériale japonaise riposte avec Shō-Gō 1, une attaque en trois volets visant à détruire les forces amphibies américaines dans le golfe de Leyte. Le plan prévoit que le vice-amiral Jisaburō Ozawa utilise les porte-avions japonais survivants comme appât pour éloigner les porte-avions américains de la TF 38 des têtes de pont philippines, permettant aux amiraux impériaux japonais Takeo Kurita, Kiyohide Shima et Shōji Nishimura de diriger les forces opérationnelles de surface à travers le détroit de San Bernardino et le détroit de Surigao, où ils se retrouveraient et attaqueraient les têtes de pont américaines. L'Iowa accompagne la TF 38 lors d'attaques contre la force centrale japonaise sous le commandement de l'amiral Kurita alors qu'elle traverse la mer de Sibuyan en direction du détroit de San Bernardino. Les résultats rapportés de ces attaques et la retraite apparente de la Force centrale japonaise conduisent l'amiral William « Bull » Halsey à croire que cette force a été réduite en tant que groupe de combat efficace ; en conséquence, l'Iowa, avec TF 38, poursuit la Force japonaise au Nord du Cap Engaño, Luzon. Le 25 octobre 1944, alors que les navires de la Force du Nord sont presque à portée des canons de l'Iowa, il apprend que la Force centrale japonaise attaque un groupe de porte-avions d'escorte américains au large de Samar. Cette menace contre les têtes de pont américaines force la TF 38 à inverser sa trajectoire et à naviguer pour soutenir la flotte de porte-avions d'escorte vulnérable, mais la résistance féroce de la 7e flotte lors de la bataille de Samar a déjà poussé les Japonais à se retirer et l'Iowa se voit refuser une action de surface. Après la bataille du golfe de Leyte, l'Iowa reste dans les eaux au large des transporteurs des Philippines pendant les frappes contre Luzon et Formosa. Il navigue vers la côte ouest fin décembre 1944.

#### Typhon Cobra
Le 17 décembre, après trois jours de raids intensifs contre les aérodromes japonais lors des opérations amphibies américaines contre Mindoro aux Philippines, le groupe TF 38 rencontre le groupe de ravitaillement du capitaine Jasper T. Acuff, afin de ravitailler les navires et de remplacer les avions perdus.
Le 18 décembre, de manière inattendue, le typhon Cobra se déchaîne sur la TF 38 : 7 porte-avions, 6 porte-avions légers, 8 cuirassés, 15 croiseurs et environ 50 destroyers sont pris dans la tourmente lors de leur tentative de ravitaillement en mer. Les navires opèrent alors à environ 480 km à l'est de Luzon dans la mer des Philippines.
Bien que la mer soit devenue plus agitée toute la journée, la perturbation cyclonique a donné peu de signes avant-coureurs. Le 18 décembre, le typhon, petit mais violent, rattrape le groupe alors qu'il tente de se ravitailler. De nombreux navires sont pris près du centre de la tempête et secoués par des vagues extrêmes et des vents d'ouragan. Trois destroyers, Hull, Monaghan et Spence, chavirent et coulent, tandis qu'un croiseur, cinq porte-avions et trois destroyers subissent de graves dommages. Environ 790 officiers et hommes sont portés disparus ou tués, et 80 autres sont blessés. Des incendies se produisent dans trois porte-avions à cause d'avions qui se sont détachés dans leurs hangars. Sur les différents navires, 146 avions sont emportés par-dessus bord ou endommagés au point d'être irréparables. L'Iowa ne signale aucun blessé, mais perd un de ses hydravions et subit des dommages à l'un de ses arbres. L'arbre endommagé oblige l'Iowa à rentrer aux États-Unis. Il arrive à San Francisco le 15 janvier 1945 pour des réparations. Au cours de la révision, l'Iowa voit sa zone de pont fermée, et il reçoit de nouveaux radars et systèmes de conduite de tir.

### Après la Seconde Guerre mondiale (1945-1949)
L'Iowa arrive à Seattle, (État de Washington), le 15 octobre 1945, puis navigue vers Long Beach (Californie), où il participe à des opérations de formation jusqu'à son retour au Japon en 1946 pour servir de navire amiral à la Cinquième flotte des États-Unis.
Il revient aux États-Unis le 25 mars 1946 pour servir de navire d'entraînement. En octobre, il est remis en état et modernisé, avec l'ajout du radar SK-2, et le retrait des points d'emport des canons de calibre 20 mm et 40 mm.
En juillet 1948, après les expériences atomiques à Bikini, le vieux cuirassé Nevada est sélectionné comme cible pour un tir à munitions réelles devant être mené par l'Iowa et d'autres unités maritimes et aériennes de la Navy. L'exercice commence avec des tirs provenant de contre-torpilleur, croiseur lourd et de l'Iowa, qui ne suffisent pas à détruire le navire. Une torpille aérienne touche finalement le Nevada en plein milieu de la coque, et il coule à 105 km de Pearl Harbor le 31 juillet 1948.
En septembre 1948, conformément au plan de réduction des forces armées après la fin de la Seconde Guerre mondiale, l'Iowa est désengagé à San Francisco et officiellement désarmé dans les flottes de réserve de la marine américaine, le 24 mars 1949.

### Réactivation
Au début des années 1980, les quatre navires de la classe Iowa furent sortis de la réserve et réintégrèrent la flotte. À l'origine de cette décision, on trouve d'abord l'arrivée des navires de combat russes de la classe Kirov. Dans le contexte du programme de Ronald Reagan des « 600 navires » qui venait d'être lancé, les Iowa étaient la réponse la plus puissante et la plus appropriée aux Kirov. La modernisation des quatre navires coûta à l'époque 1,7 milliard de dollars.
Dans le cadre de cette refonte, les canons de la défense antiaérienne furent supprimés et des systèmes de missiles contre but terrestre et marin furent installés. Comme les navires n'avaient plus d'armes pour se défendre contre les attaques aériennes, ils auraient dû recevoir un nouveau système de missile RIM-7 Sea Sparrow ; mais il ne fut pas possible de trouver un endroit où le radar associé à ce système puisse résister aux chocs engendrés par les tirs de l'armement principal. Aussi les Iowa restèrent sans défense antiaérienne, hormis quatre systèmes de défense rapprochée Phalanx CIWS contre les missiles et cinq postes de tir pour des FIM-92 Stinger.
Dans le cadre de cette refonte, un radar moderne chargé de la désignation des objectifs pour les systèmes de missiles fut installé sur un nouveau mât près la cheminée avant tandis que le mât arrière était enlevé. Après la disparition de toutes les petites armes antiaériennes dans le cadre de la refonte, le pont était bien plus dégagé.
En 1984, le navire fut remis en service. Il fut alors utilisé entre autres au Nicaragua et dans le golfe Persique. 

### Flotte de réserve et navire-musée
Il fut replacé en réserve en 1990 et rayé des cadres de la flotte en 1995 puis réintégré peu de temps après dans la flotte de réserve où il figurait toujours en 2006. Il était mouillé dans la Suisun Bay au nord-est de San Francisco.
En 2012, il est transformé en navire musée, remorqué et mouillé de façon permanente dans le port de Los Angeles en Californie où il accueille des visiteurs tous les jours.

## Récompenses
Il a reçu neuf battle stars pour son service pendant la Seconde Guerre mondiale et la Guerre de Corée.
Le cuirassé a également été décoré de l'American Campaign Medal, de la World War II Victory Medal, de la United Nations Korea Medal, de la Korean Service Medal, de la National Defense Service Medal, de la Navy Occupation Service Medal, de l'Armed Forces Expeditionary Medal et de la Philippine Liberation Medal.

### Télévision
L'Iowa est évoqué dans la série NCIS Los Angeles saison 5 épisode 16,
Il l'est plus largement dans la série JAG saison 5 épisode 16 où toute l'histoire de l'explosion de la tourelle est relatée.